# Goblin Cock
A Goblin Cock amerikai stoner/doom/drone/thrash metal együttes.

## Története
2005-ben alapította a kaliforniai San Diegóban a Pinback énekese, Rob Crow. Dalaik szövegei olyan témákkal rendelkeznek, mint a Godzilla's Revenge és a Billy Jack című filmek, illetve a Snuffleupagus nevű szereplő a Szezám utcából. Eddig három nagylemezt adtak ki. Tagjai is különleges művésznevekkel rendelkeznek.

## Tagok
- Lord Phallus (Rob Crow) - gitár, ének
- Lick Myheart - gitár
- Tinnitus Island - basszusgitár
- Mylar Grinninstein - dob

## Diszkográfia
- Bagged and Boarded (2005)
- Come with Me If You Want to Live! (2008)
- Necronomidonkeykongimicon (2016)
- Roses on the Piano (2018)